# 8250 Cornell
8250 Cornell è un asteroide della fascia principale. Scoperto nel 1980, presenta un'orbita caratterizzata da un semiasse maggiore pari a 3,1261778 UA e da un'eccentricità di 0,2111082, inclinata di 17,04130° rispetto all'eclittica.